# Katechonemertes nightingaleensis
Katechonemertes nightingaleensis is een snoerwormensoort uit de familie van de Acteonemertidae. De wetenschappelijke naam van de soort is voor het eerst geldig gepubliceerd in 1943 door Brinkmann.